# ローレン・パオリーニ
ローレン・パオリーニ（Lauren Adair Paolini、1987年8月22日 - ）は、アメリカ合衆国の元女子バレーボール選手。元アメリカ合衆国代表。

## 来歴
ローレンのキャリアはテキサス大学オースティン校に入学した2005年に始まる、2008年に卒業、アメリカ合衆国代表に招集され、ティフアナで開催されたパンアメリカンカップに出場している。
2009年、ワールドグランプリに出場した。
2010-11年シーズンはイタリアのアシステル・ノヴァーラと契約、翌年はセリエA2のCrema Volleyでプレーした。
2013年1月、Lombard社の倒産によりアゼルバイジャンスーパーリーグのイトゥサチ・バクーに移籍した。リーグではベストブロッカー賞を受賞した。同年のFIVBワールドグランプリ2013に出場した。11月のグラチャンで銀メダルを獲得した。
2013-14シーズンから、Vプレミアリーグの日立リヴァーレと契約し、レギュラーラウンドにおいてスパイク賞を受賞した。日立3年目の2015/16シーズンではレギュラーラウンドでスパイク決定率2位、総得点4位となり、同チーム初のファイナル進出に大きく貢献し、準優勝とベスト6に輝いた。

## 所属クラブ
- テキサス大学（2005-2008年）
- アシステル・ノヴァーラ（2010-2011年）
- Crema Volley（2011-2013年）
- イトゥサチ・バクー（2013年）
- 日立リヴァーレ（2013-2016年）

## 受賞歴
- 2013年 - アゼルバイジャンスーパーリーグ ベストブロッカー
- 2014年 - 2013/14 Vプレミアリーグ スパイク賞
- 2015年 - 2014/15 Vプレミアリーグ スパイク賞[8]
- 2016年 - 2015/16 Vプレミアリーグ ベスト6